# إيدي رودريغيز
إيدي رودريغيز هو لاعب كرة قاعدة دومينيكاني، ولد في 8 أغسطس 1981 في سان بيدرو دي ماكوريس في جمهورية الدومينيكان.